# Ямпілов Баудоржа Базарович
Баудоржи́ Ямпі́лов (Бау Ямпилов, 15 вересня 1916, с. Булак, Кіжингинський район, Бурятія — 11 травня 1989) — бурятський композитор, диригент, педагог, музично-громадський діяч. Народний артист СРСР (1983).

## Біографія
Народився 2 (15) вересня 1916 в улусі Булак Верхньоудинського повіту Забайкальської області (нині в Кіжингинському районі Республіки Бурятія) в сім'ї скотаря.
У 1929 році закінчив семирічну школу.
У 1932 році вступив у республіканський технікум мистецтв. Вчився грати на скрипці, обробляв народні пісні. Після закінчення технікуму працював редактором радіо, грав у симфонічному оркестрі.
У 1937 році вступив в Свердловську консерваторію, був учнем відомого композитора і педагога Маркіяна Фролова (у 1941 році). Будучи студентом, дебютував як диригент і композитор. Державний оркестр СРСР під управлінням Ямпілова виконав його Симфонічну сюїту.
У роки німецько-радянської війни закінчив військово-інженерне училище, служив у саперному батальйоні, командував ротою на Ленінградському фронті, був відзначений бойовими нагородами.
У 1943 році, повернувшись у рідні краї, очолив Бурятську республіканську філармонію, довгі роки працював художнім керівником філармонії (1943—1956). Вів клас спочатку в педагогічному, потім в музичному училищі.
Неодноразово обирався в міськраду Улан-Уде і Верховну Раду Бурятської АРСР VII—IX-го скликань.
Голова Верховної Ради Бурятської АРСР VIII—IX-го скликань.
Став одним із засновників і першим головою Спілки композиторів Бурятії. У 1962—1979 роках — голова правління СК Бурятської АРСР. Член Спілки композиторів СРСР.
Помер 11 травня 1989 року. Похований на Центральному міському кладовищі Улан-Уде (селище Склозавод).

## Нагороди та премії
- Герой Соціалістичної Праці (1986)
- Заслужений діяч мистецтв Бурят-Монгольської АРСР (1956)[3]
- Заслужений діяч мистецтв РРФСР (1959)
- Народний артист РРФСР (1975)[4]
- Народний артист СРСР (1983)
- Державна премія РРФСР імені М. І. Глінки (1972) — за нову редакцію балетного спектаклю «Красуня Ангара» Л. К. Кніппера і Б. Б. Ямпілова, поставленого на сцені Бурятського ДАТОБ
- Державна премія Бурятської АРСР (1970)
- Два ордени Леніна (1971, 1986)
- Орден Вітчизняної війни II ступеня (1985)
- Орден Дружби народів (1976)
- Орден «Знак Пошани» (1940)
- Медаль «Дружба» (Монголія) (1987)
- Інші медалі.

## Творчість
- опери — «Біля витоку джерела» (1958), «Будамшуу» (1964), «Прозріння» (1967), «Чудесний скарб» (дитяча, 1970), «Циремпіл Ранжуров» (1974), «Грізні роки» (1977), «Сильніше за смерть» (1983)
- балети — «Красуня Ангара» (спільно з Л. К. Кніппером, 1959, Улан-Уде; 2-а ред. 1972, там же), «Сумна балада» (1967), «Чингісхан» (1989)
- оперети — «Витівки дядька Моргона» (1957), «Щастя» (1957)
- ораторії — «Гучливі сосни» (на сл. Н. Дамдінова, 1965), «Портрет Ілліча» (на сл. Д. Жалсараєва, 1980)
- кантати — «Про Батьківщину» (1946), «Про партії» (1948), «Ленін-батор» (Ленін-богатир, 1970)
- твори для оркестру — симфонічні сюїти «Квітучий край» (1953), Симфонічні танці (1959), симфонічні поеми «Епічна» (1955), «Першопрохідці» (1978), «60 героїчних років» (1981), увертюри «Святкові мелодії» (1973), «Святкова» (1979)
- поема для скрипки і фортепіано (1954)
- поема «Легенда про Батора»
- музична комедія «Витівки дядька Моргона» (1957)
- музична драма «Баїр»
- музика до комедії «У лісі п'ятий цвях», до п'єс «Кнут тайші», «Снайпер», «Полум'я великого багаття», «Жаргал», до поеми «Пісні мудрості», драм «У заграві революції», «Пісня весни», драми-легенди «Бабжа-Барас батор»
- вокально-симфонічні та хорові твори — «Бурят-Монголія», хорова сюїта в 5 частинах, «Здрастуй, Москва», «Багата наша Бурятія», «Революційна кантата», «Біля обеліска»
- твори для оркестру бурятських народних інструментів (всього 23 твори): елегія, ехор № 1, ехор № 2, дівоча пісня, «Байкал», «В улусі», «Любов у степу»
- камерно-інструментальні твори
- твори для фортепіано
- романси, пісні (понад 300).

### Фільмографія
- «Золотий дім» (1959)
- «Білий кінь» (короткометражний, 1966).

## Вшанування
- Іменем Ямпілова названа вулиця в Улан-Уде і в селі Кіжинга Кіжингінського району. На будинку, де він мешкав, встановлено меморіальну дошку.
- Уряд Республіки Бурятія спеціальною постановою присвоїв його ім'я Республіканській спеціалізованій дитячій школі мистецтв.